# Bryce Cosby
* solo in precampionato e/o in squadra di allenamento
Bryce Edward Cosby (Louisville, 22 marzo 1999) è un giocatore di football americano statunitense che milita nel ruolo di cornerback nella National Football League (NFL) e che dal 2023 è free agent. Al college ha giocato per la Ball State University.

## Carriera universitaria
Cosby, originario di Louisville in Kentucky, cominciò a giocare a football come defensive back e wide receiver alla locale duPont Manual High dove fu capitano e si mise in evidenza come uno dei migliori giocatori della categoria. 
Nel 2017 Cosby si iscrisse alla Ball State University andando a giocare con i Cardinals che militavano nella Mid-American Conference (MAC) della Divisione I della Football Bowl Subdivision (FBS) della NCAA. Già dal primo anno e per tutta la sua esperienza con i Cardinals Cosby giocò da titolare, ricoprendo il ruolo di safety, entrando da riserva solo nella prima partita del 2018 a causa di un infortunio subito nel periodo di allenamento pre-stagionale. Nel 2020 fu nominato tra i migliori giocatori della conference (First Team All-MAC). Complessivamente nei 5 anni con i Cardonals giocò 56 partite, di cui 55 da titolare, collezionando 380 tackle, di cui 280 in solitario, 10 intercetti, 5,0 sack e 3 fumble forzati.
Il 29 dicembre 2021 Cosby si dichiarò eleggibile per il Draft NFL 2022.
| Stagione | Stagione   | Stagione   | Stagione   | Stagione | Stagione | Difesa  | Difesa  | Difesa  | Difesa | Difesa | Difesa |
| Anno     | Squadra    | Campionato | Conference | P        | PT       | T. tot. | T. sol. | T. ass. | Sack   | Int.   | FF     |
| -------- | ---------- | ---------- | ---------- | -------- | -------- | ------- | ------- | ------- | ------ | ------ | ------ |
| 2017     | Ball State | FBS Div. I | MAC        | 12       | 12       | 59      | 35      | 24      | 0,0    | 2      | 0      |
| 2018     | Ball State | FBS Div. I | MAC        | 12       | 11       | 83      | 42      | 41      | 0,0    | 2      | 0      |
| 2019     | Ball State | FBS Div. I | MAC        | 12       | 12       | 78      | 49      | 29      | 0,0    | 2      | 1      |
| 2020     | Ball State | FBS Div. I | MAC        | 8        | 8        | 62      | 35      | 27      | 1,0    | 2      | 0      |
| 2021     | Ball State | FBS Div. I | MAC        | 12       | 12       | 98      | 59      | 39      | 4,0    | 2      | 2      |
| Totale   | Totale     | Totale     | Totale     | 56       | 55       | 380     | 220     | 160     | 5,0    | 10     | 3      |

Fonte: Football DatabaseIn grassetto i record personali in carriera

## Carriera professionistica

### Las Vegas Raiders
Cosby non fu scelto nel corso del Draft NFL 2022 e il 12 maggio 2022 firmò da undrafted free agent con i Las Vegas Raiders un contratto annuale per 207.000 dollari.
Il 30 agosto 2022 Cosby non rientrò nel roster attivo e fu svincolato dai Raiders,  per poi firmare il giorno successivo con la squadra di allenamento. Il 17 ottobre 2022 fu svincolato, e poi reinserito nella squadra di allenamento il 26 ottobre 2022, dove rimase per tutta la stagione.
Il 9 gennaio 2023 firmò da riserva/contratto futuro con i Raiders. Fu svincolato il 27 agosto 2023.